# Maureen Tuimalealiifano
Maureen Tuimalealiifano, född 17 oktober 1970, är en samoansk bågskytt. Hon deltog vid olympiska sommarspelen 2012.